# Ballstraße 4 (Quedlinburg)

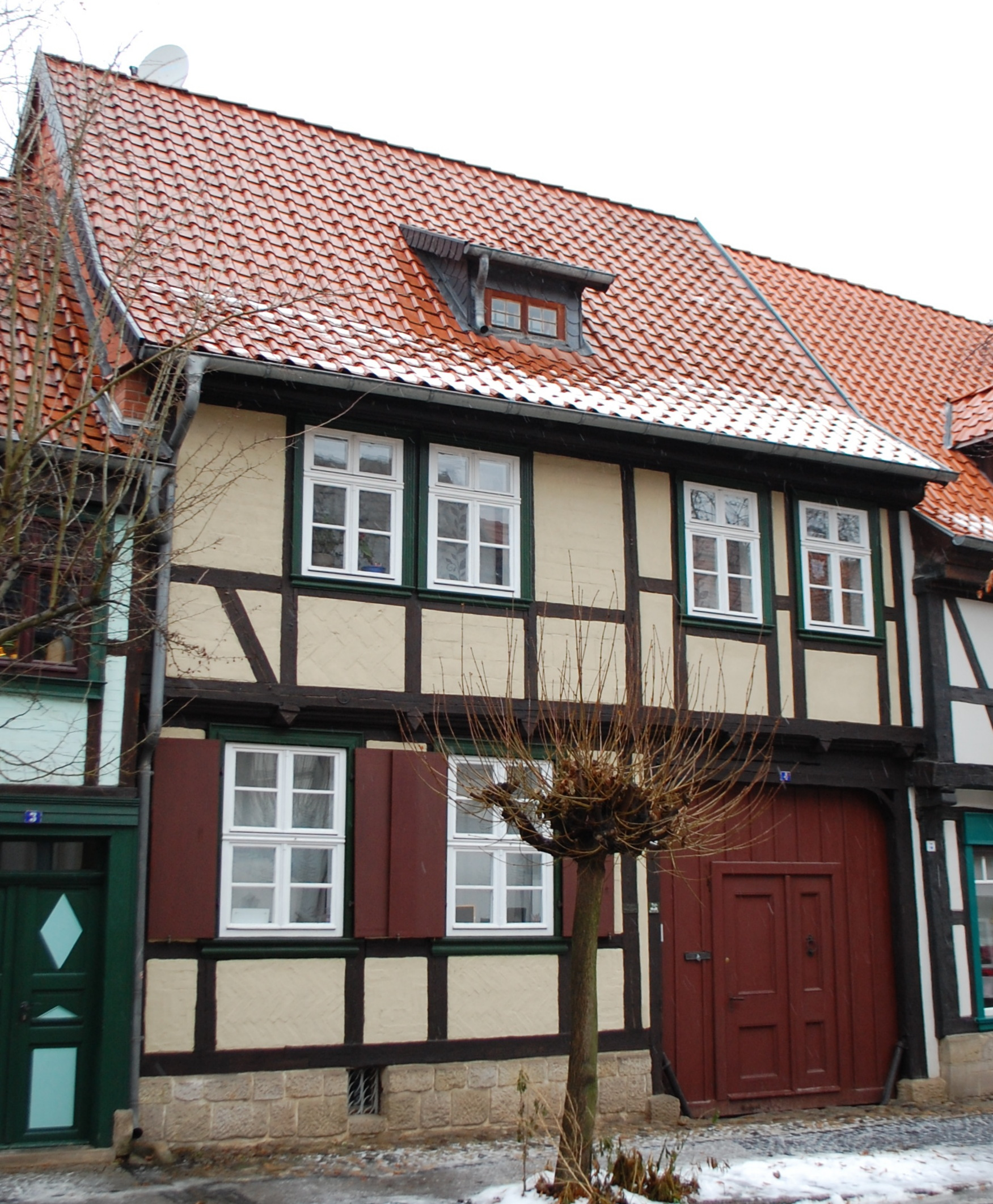
Ballstraße 4

Das Haus Ballstraße 4 ist ein denkmalgeschütztes Gebäude in der Stadt Quedlinburg in Sachsen-Anhalt.

## Lage
Es befindet sich im östlichen Teil der historischen Quedlinburger Neustadt und gehört zum UNESCO-Weltkulturerbe. Direkt nördlich grenzt das gleichfalls denkmalgeschützte Haus Ballstraße 5 an.

## Architektur und Geschichte
Das im Quedlinburger Denkmalverzeichnis als Ackerbürgerhaus bezeichnete zweigeschossige Fachwerkhaus entstand im Jahr 1701. In der nördlichen Hälfte des Gebäudes befindet sich eine Toreinfahrt. Die Fachwerkfassade ist mit für die Bauzeit typischen Elementen verziert. Die Gefache sind mit Zierausmauerungen versehen. Im 19. Jahrhundert fand eine Erneuerung des Hauses statt.
Hofseitig befinden sich an der Nordseite zwei im 18. Jahrhundert entstandene zweigeschossige Gebäudeflügel.